# 藏人行政中央噶伦赤巴列表
以下为西藏流亡政府历任噶伦赤巴：
- 卓康·阿旺格列（Zurkhang Ngawang Gelek，1960年－1965年）
- 新噶·久美多杰（Shenkha Gurmey Topgyal，1965年－1970年）
- 噶讓·洛桑仁增（Garang Lobsang Rigzin，1970年－1975年）
- 更德林·烏色堅贊（Kunling Woeser Gyaltsen，1975年－1980年）
- 旺德多杰（Wangdue Dorjee，1980年－1985年）
- 久欽·土登南嘉（Juchen Thupten Namgyal，1985年－1990年）
- 格桑益西（Kelsang Yeshi，1990年－1991年）
- 嘉樂敦珠（Gyalo Thondup，1991年－1993年）
- 哲通·丹增南嘉（Tenzin N. Tethong，1993年－1995年）
- 格桑益西（Kelsang Yeshi，1996年－1997年）
- 索南多杰（Sonam Topgyal ，1997年－2001年）
- 桑東仁波切（Samdhong Rinpoche，2001年－2011年）
- 洛桑森格（Lobsang Sangay，2011年－2012年）